# Phare de Malamocco (nord)
Le phare de Malamocco (nord) (en italien : Faro di Malamocco (diga nord)) est un phare situé dans le hameau de Malamocco sur le Lido de Venise (Ville métropolitaine de Venise en Italie), dans la région de Vénétie. Il est géré par la Marina Militare.

## Histoire
Malamocco est le passage central de la lagune de Venise. Le premier phare a été mis en service en 1874. Le phare actuel est placé en bout de digue, au port de Malamocco.

## Description
Le phare  est une tour carrée de 18 m de haut, ave galerie et lanterne, montée sur une maison de gardien de deux étages. La moitié supérieure du phare est peinte en vert, la partie inférieure en blanc jour et la lanterne est gris métallique. Il émet, à une hauteur focale de 19 m, un éclat vert toutes les 5 secondes. Sa portée est de 8 milles nautiques (environ 15 km).
Il est équipé d'une corne de brume émettant un signal par période de 45 secondes et un radar Racon émettant la lettre M en morse audible jusqu'à 6 milles nautiques (environ 11 km).
Identifiant : ARLHS : ITA-220 ; EF-4138 - Amirauté : E2486 - NGA : 11500 .

## Caractéristiques dufeu maritime
Fréquence : 5s (G)
- Lumière : 1 seconde
- Obscurité : 4 secondes

|                  |
| Lagune de Venise |

### Lien connexe
- Liste des phares de l'Italie